# Signore della Città

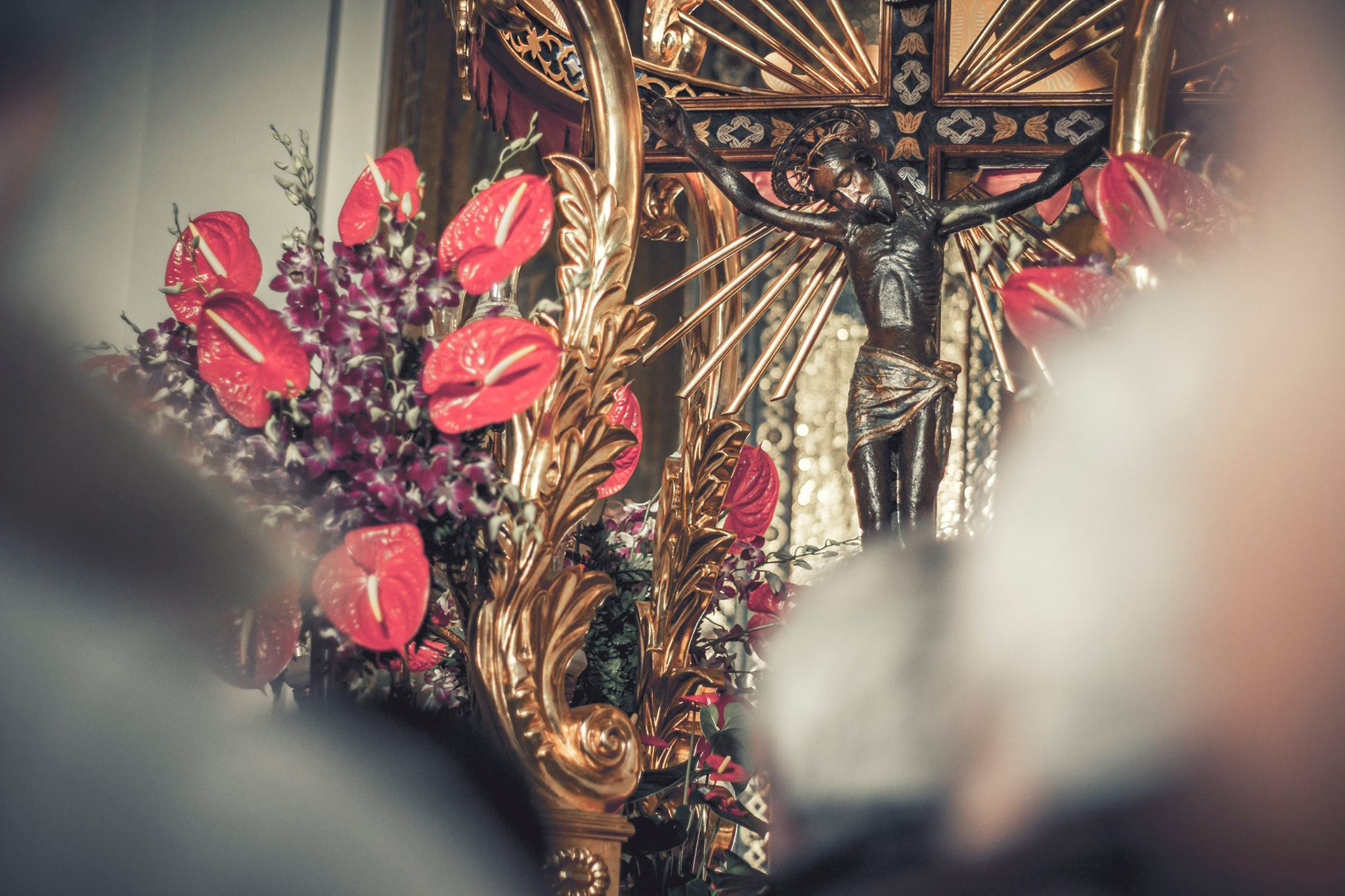
Il Cristo Nero all'interno del simulacro durante la processione del Venerdì Santo

Il Signore della Città, conosciuto anche come Cristo Nero, è un crocifisso ligneo di autore ignoto, uno dei più antichi della Sicilia. È oggetto di devozione popolare a Caltanissetta, di cui è santo patrono insieme all'Arcangelo Michele.

## Storia
In base all'indagine iconografica, che lo data tra il XIII e il XV secolo, è uno dei crocifissi più antichi della Sicilia. Secondo monsignor Giovanni Jacono, vescovo di Caltanissetta dal 1921 al 1956, la statuetta potrebbe risalire al XIV secolo, compatibilmente alla crescita demografica che interessò Caltanissetta in quel secolo e che le fecero assumere i connotati di una "città".
Secondo la tradizione, fu rinvenuto nel XIV secolo da due fogliamara, raccoglitori di erbe selvatiche, all'interno di una grotta nei dintorni della città tra due ceri accesi, i cui fumi lo avevano annerito. Quando fu portato in città, ogni tentativo di sbiancarlo fu vano, poiché, una volta pulito, il crocifisso tornava scuro. Da questo deriva il nome popolare di Cristo Nero. Fu ritenuto miracoloso e prese ad essere considerato patrono della città (da cui il nome Signore della Città).
Inizialmente fu custodito all'interno della chiesa di San Leonardo, ma quando questa rovinò a causa di una frana e scomparve, fu traslato in una nuova chiesa costruita per lo scopo e intitolata al Santissimo Crocifisso, che corrisponde all'attuale santuario del Signore della Città dov'è tuttora costodito.
Fu l'unico santo protettore di Caltanissetta fino al 1625, anno in cui, a seguito dell'apparizione miracolosa dell'Arcangelo Michele al frate cappuccino Francesco Giarratana, che lo vide salvare la città dalla peste, fu scelto proprio San Michele come patrono della città. Tuttavia, pur "declassato" a co-patrono, la devozione per il Signore della Città non si affievolì mai.

## Descrizione

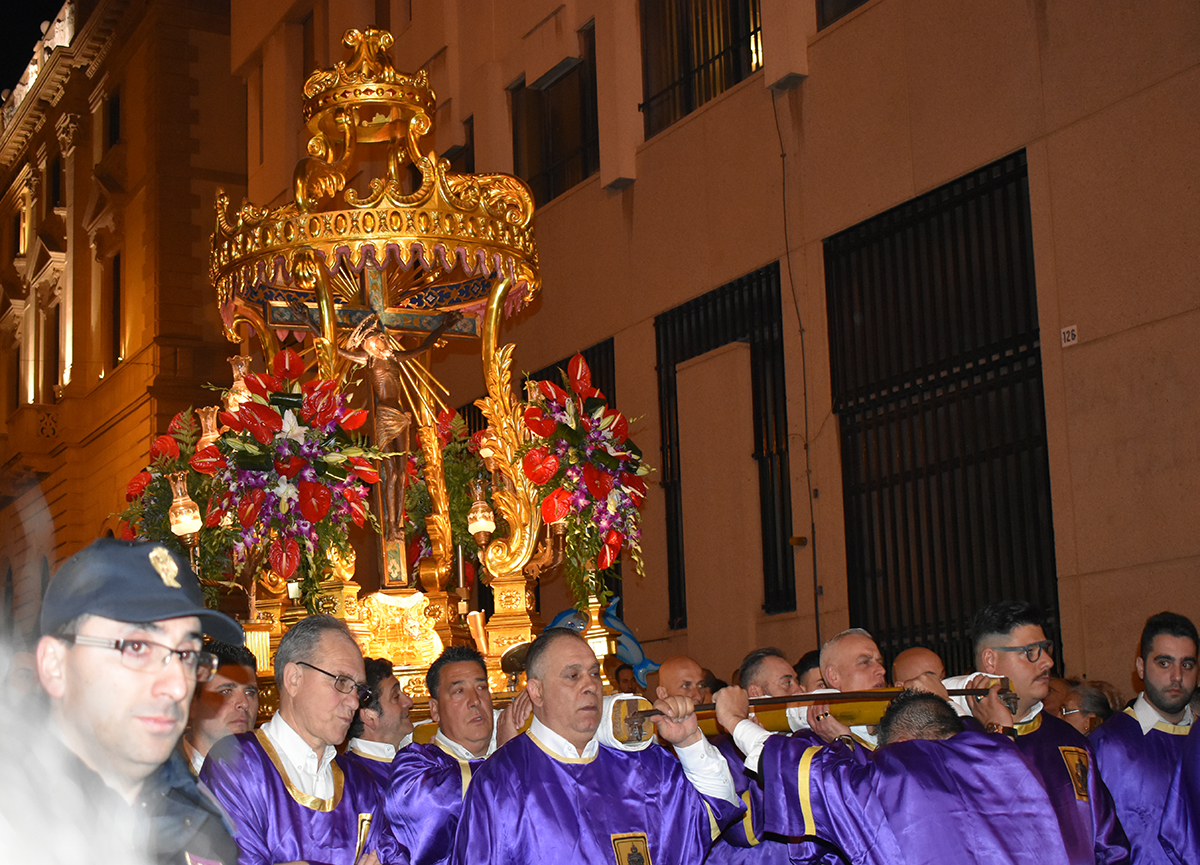
Cristo Nero Caltanissetta, durante la processione della Settimana Santa del 2018

Si tratta di una statuetta lignea scura di 85 cm. Ha delle caratteristiche tipiche di un crocifisso in stile bizantino: in particolare si nota l'assenza del colobium, vi sono tre chiodi invece che quattro, le gambe sono notevolmente piegate e la testa è reclinata sulla spalla destra.
La croce originale, probabilmente di legno povero, è andata perduta. Oggi la statuetta del Cristo è inchiodata su una croce lignea, dipinta in finto marmo verde e blu e disegni dorati, la stessa sulla quale era inchiodata nella seconda metà del XIX secolo, e che era stata sostituita da una nuova croce negli anni sessanta del Novecento.

## Devozione

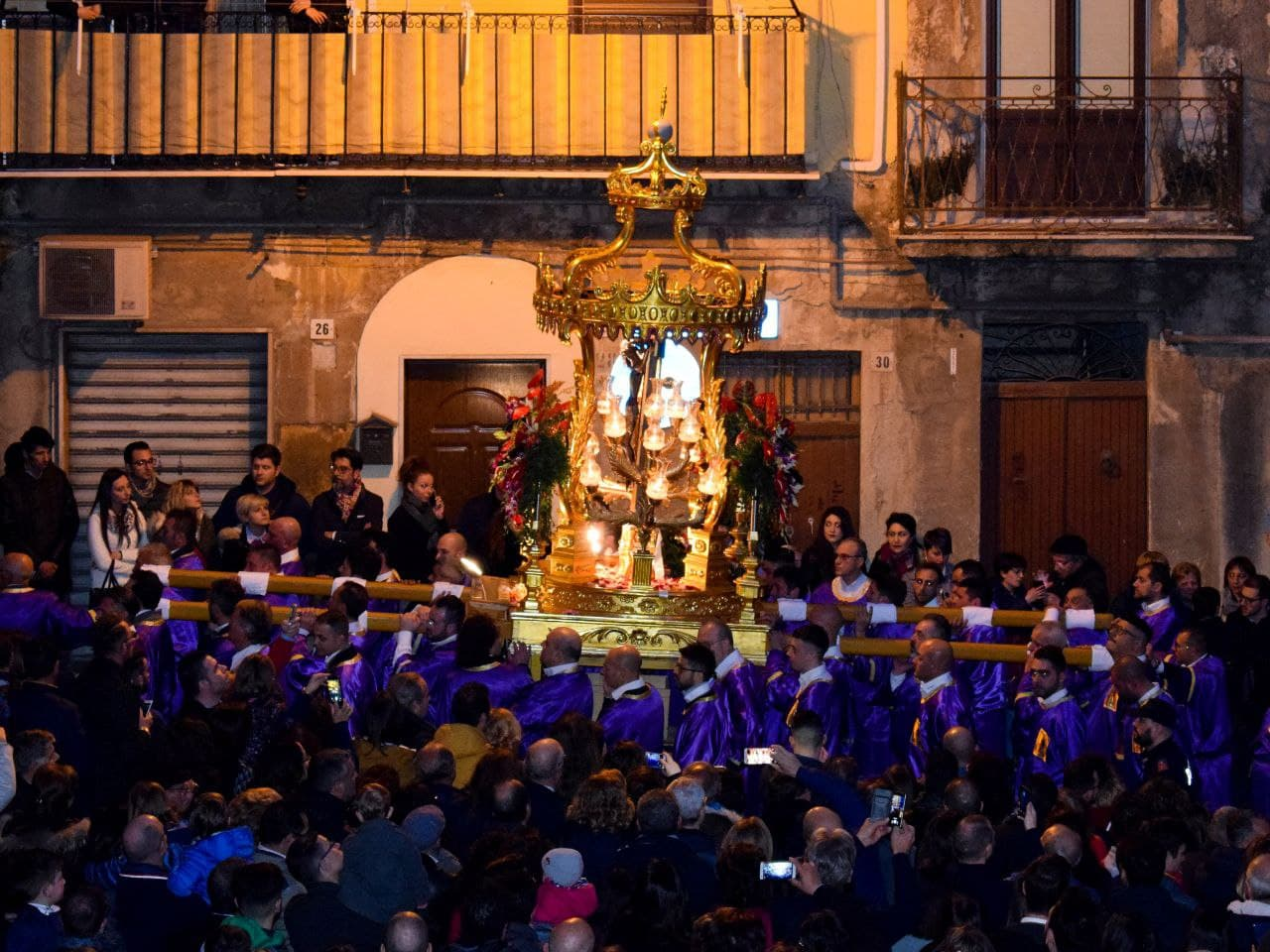
Un momento della processione del Venerdì Santo

La devozione al Signore della Città è antecedente al 1500, come testimoniato da alcuni documenti custoditi presso la biblioteca Scarabelli, tra cui le cronache del convento dei cappuccini di Caltanissetta. Gli sono stati attribuiti miracoli e grazie ricevute, tutti raccolti in un libro custodito dai fogliamari, ma mai sottoposti a un processo da parte della Chiesa.
Oggi viene portato in processione nel pomeriggio del Venerdì Santo, all'interno dei riti della Settimana Santa di Caltanissetta. La processione, definita la più "toccante" delle manifestazioni religiose della città, è caratterizzata dalle lamentanze dei fogliamari e, a differenza degli altri riti della Settimana Santa, dall'assoluto silenzio che viene osservato dai devoti, a ulteriore riprova della particolare considerazione che i nisseni provano per il Cristo Nero.

## Suore Francescane del Signore della Città
Al Signore della Città è legata l'omonima congregazione di suore francescane, fondata da frate minore cappuccino Angelico Lipani nel 1885 e approvata da papa Giovanni XXIII nel 1950. L'istituto nacque per dare aiuto alle orfane degli zolfatai, e oggi si dedica principalmente all'istruzione e all'educazione cristiana dei giovani e all'assistenza ospedaliera.